# Iași (županija)
Neamț (IPA: [jaʃʲ])  županija nalazi se u sjeveroistočnoj Rumunjskoj u povijesnoj pokrajini Moldaviji. Glavni grad županije Iași je istoimeni grad Iași.

## Demografija
Po popisu stanovništva iz 2002. godine na prostoru županije Iași živjelo je 816.910 stanovnika, dok je prosječna gustoća naseljenosti 150 stan/km².
- Rumunji - 98%[1]
- Romi manje od 2%.

| Godina | Ukupno stanovnika |
| ------ | ----------------- |
| 1948.  | 431.586           |
| 1956.  | 516.635           |
| 1966.  | 619.027           |
| 1977.  | 729.243           |
| 1992.  | 811.342           |
| 2002.  | 816.910           |
| 2007.  | 825.100           |

## Zemljopis
Županija Iași ima ukupnu površinu 5.476 km².
Kroz županiju protječu dvije važne rijeke Prut koja teče na istoku i pravi prirodnu državnu granicu između Rumunjske i Moldove i rijeka Siret koja protiče kroz zapadni dio županije.

### Susjedne županije
- Regija Ungheni u Moldovi na istoku.
- Neamț  na zapadu.
- Botoșani i Suceava na sjeverozapadu.
- Vaslui na jugu.

## Gospodarstvo
U ruralnim dijelovima županije ljudi se većinom bave poljoprivredom, dok su industrijska postrojenja koncetrirana u gradovima.
Glavne gospodarske grane u županiji su:
- farmaceutska industrija.
- proizvodnja mehaničkih komponenti
- drvna industrija,
- kemijska industrija
- proizvodnja hrane i pića
- tekstilna industrija

## Administrativna podjela
Županija Iași podjeljena je na dvije municipije, tri grada i 93 općina.

### Municipiji
- - Iași - glavni grad; stanovnika: 315.214
  - Pașcani

### Gradovi
- - Hârlău
  - Podu Iloaiei
  - Târgu Frumos

### Općine
| - - Alexandru Ioan Cuza - Andrieșeni - Aroneanu - Balș - Bălțați - Bârnova - Belcești - Bivolari - Brăești - Butea - Ceplenița - Ciohorani - Ciortești - Ciurea - Coarnele Caprei - Comarna | - - Costești - Costuleni - Cotnari - Cozmești - Cristești - Cucuteni - Dagâța - Deleni - Dobrovăț - Dolhești - Drăgușeni - Dumești - Erbiceni - Fântânele - Focuri - Golăiești | - - Gorban - Grajduri - Gropnița - Grozești - Hălăucești - Harmanești - Heleșteni - Holboca - Horlești - Ion Neculce - Ipatele - Lespezi - Lețcani - Lungani - Mădârjac - Mircești | - - Mironeasa - Miroslava - Miroslovești - Mogoșești-Iași - Mogoșești-Siret - Moșna - Moțca - Movileni - Oțeleni - Plugari - Popești - Popricani - Prisăcani - Probota - Răchiteni | - - Răducăneni - Rediu - Românești - Roșcani - Ruginoasa - Scânteia - Schitu Duca - Scobinți - Sinești - Sirețel - Stolniceni-Prăjescu - Strunga - șcheia - șipote - Tansa | - - Tătăruși - țibana - țibănești - țigănași - Todirești - Tomești - Trifești - țuțora - Ungheni - Valea Lupului - Valea Seacă - Vânători - Victoria - Vlădeni - Voinești |